# Kiviji
Kiviji (Apterygidae) porodica su manjih ptica trkačica. Klasificirane su kao porodica u redu nojevki (Struthioniformes), iako ćemo ih, ovisno o inim klasifikacijama, naći i u izumrlom redu moavki (Dinomithiformes) te kao poseban red - Apterygiformes. Nastanjuju uglavnom Novi Zeland.

## Vrste
- Apteryx australis - mrki kivi (podvrste: Apteryx australis lawryi, Apteryx australis australis)
- Apteryx haastii - pjegavi kivi
- Apteryx mantelli - smeđi kivi
- Apteryx owenii - mali kivi
- Apteryx rowi - sivoglavi kivi

## Drugi projekti
|  | Zajednički poslužitelj ima još gradiva o temi Kiviji |
|  | Wikivrste imaju podatke o taksonu Kiviji             |